# Simone Martin-Chauffierová
Simone Martin-Chaufierrová, rozená Duvalová (29. srpna 1902, Brest – 24. března 1975, Paříž) byla francouzská spisovatelka a překladatelka.
Roku 1921 se provdala za prozaika a esejistu Louise Martina-Chaufierra, se kterým se za druhé světové války účastnila protinacistického odboje. Překládala z angličtiny a italštiny a je autorkou několika knih.

## Dílo
- Aujourd'hui comme hier (1952), román.
- La première personne (1955), román
- L'Autre chez les corsaires (1959, česky jako Ten druhý jsem já), dobrodružný román pro mládež z prostředí korzárů. Za toto dílo obdržela spisovatelka roku 1959 cenu za nejlepší dětskou knihu Prix Jeunesse.
- À bientôt quand même (1976), paměti.

## Česká vydání
- Ten druhý jsem já, SNDK, Praha 1963, přeložil Gustav Francl.